# Коваль Віталій Миколайович
Віталій Миколайович Коваль (біл. Віталь Мікалаевіч Коваль; 31 березня 1980, м. Перм, СРСР) — білоруський хокеїст, воротар. Виступає за «Вестерос» другий дивізіон Шведського чемпіонату.

## Біографія
Клубну кар'єру почав у 1998 році у пермському клубі «Молот-Прикам'є-2» у першій російській лізі і виступав за нього до 2000 року. У 2000 році перейшов у леніногорський «Нафтовик» і почав виступати у вищій лізі чемпіонату Росії. Пермський «Молот-Прикам'я» виявляв інтерес до свого вихованця, і в 2001 році Коваль підписав контракт з клубом і перейшов у російську суперлігу. У 2003–2004 роках знову виступав у російській вищій лізі за барнаульський «Мотор». У 2004–2005 роках відіграв останній сезон у чемпіонаті Росії за «Молот-Прикам'я», став переможцем чемпіонату у вищій лізі. По закінченні першості перейшов у гродненський «Німан» і три сезони провів у білоруській екстралізі.
У 2008 році утворилась КХЛ, і Коваль з 2008 року виступав у мінському «Динамо» та «Торпедо» (Нижній Новгород). З сезону 2015/16 виступає в Швеції за місцевий Вестерос.
У складі національної збірної Білорусі дебютував на чемпіонаті світу 2008 у Канаді у матчі з командою Швеції. Всього у складі збірної Білорусі провів 19 матчів (45 пропущених шайб). Учасник зимових Олімпійських ігор 2010, учасник чемпіонатів світу 2008, 2009 і 2010.
Родина — дружина Юлія, познайомились у Пермі, разом вже 12 років. Ростуть дві доньки. Старша — Ніколь, 5 років. Молодша — Мішель.

## Досягнення
- Чемпіон Росії у вищій лізі (2005);
- Володар Кубка Шпенглера (2010).